# Коронавірусна хвороба 2019 у Франції
Коронавірусна хвороба 2019 у Франції — розповсюдження коронавірусу територією країни.

## Перебіг подій

### 2020
Перші два випадки інфікування SARS-CoV-2 у Франції були підтвердженні 25 січня 2020: два пацієнти госпіталізовані в Парижі і один — в Бордо. Один із паризьких пацієнтів, 80-річний турист з Китаю, помер 15 лютого, що стало першою смертю від коронавірусної хвороби 2019 в Європі.
На випадок надзвичайних ситуацій, Франція має план ORSAN, у якому описані дії по урядуванню раптових збільшень активності в лікарнях (таких як епідемія). 28 лютого Міністр охорони здоров'я Олів'є Веран оголосив другий етап цього плану, яка має на меті стримувати поширення вірусу на території країни. Наступного дня влада заборонила проводити масові заходи понад 5 000 відвідувачів у закритих приміщеннях. Кількість хворих зросла до 57.
Станом на 26 лютого, 17 людей заражені та зафіксовано 2 другу смерть — у Парижі помер 60-річний француз.
У зв'язку із розповсюдженням хвороби, музей Лувр закрили 1 березня, так як більшість працівників стористались правом на вихід (фр. droit de retrait). Однак, 4 березня музей знову відкрили.
4 березня кількість хворих склала 285 осіб, а 5 березня ця кількість виросла до 423 випадків і 7 смертей.
Станом на 8 березня, 1125 осіб інфіковано, 19 пацієнтів померли, а влада заборонила будь-які масові заходи з понад 1000 відвідувачів.
9 березня підтвердили зараження у міністра культури Франції Франка Рістера, чотирьох депутатів (Жана-Люки Рейцера і Елізабет Тутю-Пікар) і двох працівників Національної асамблеї, імена яких не розкривають.
12 березня президент країни Емманюель Макрон у зверненні до громадян повідомив про закриття навчальних закладів з 16 березня, попросив уникати відвідування літніх людей і виходити на вулиці лише у разі потреби, і зауважив, що перший тур загальнонаціональних муніципальних виборів відбудеться, як було заплановано, 15 березня, попри карантин. Того дня загальна кількість випадків сягла 2876 і зареєстровано 61 смерть.
27 березня карантин у країні було подовжено на два тижні, до 15 квітня.
29 березня від вірусу помер колишній міністр промисловості країни Патрік Деведжян.
30 березня Франція заявила про найбільшу кількість смертей з початку спалаху коронавірусу, за добу зареєстровано 418 летальних випадків, всього 3024.
13 квітня на авіаносці Шарль де Голль було виявлено спалах вірусу, його було ізольовано на військово-морській базі в Тулоні.
До 17 квітня було перевірено всіх 2300 членів екіпажу, вірус виявлено у 940 моряків.
21 квітня у Франції кількість пацієнтів у реанімації знижується 13-й день поспіль. В цілому зараз у реанімації перебувають 5433 пацієнти.
24 квітня у Франції кількість пацієнтів у реанімації знижувалась 16-й день поспіль. В цілому у реанімації перебувало 4870 пацієнтів. За добу померли 389 людей, що помітно менше, ніж у попередні дні, 516 осіб, а перед тим, в два попередні дні — 544 і 531 відповідно. Загальне число померлих від коронавірусу у Франції складає 22 245. 13 852 померли в будинках літніх людей, 8 393 — у лікарнях.
28 квітня було вирішено пом'якшити карантин з 11 травня, зокрема, буде послаблено обмеження на пересування людей, дозволено роботу дитсадків і початкових шкіл, рішення про відкриття залишать на розсуд закладів, а носіння масок у дитячих садках буде заборонено.
29 квітня кількість смертей склала 23 660 осіб, в тому числі 367 осіб за останні 24 години. Ця цифра нижча ніж попереднього дня, коли повідомлялося про 437 смертей. 27 484 людини госпіталізовані із симптомами хвороби. Серед них — 4387 пацієнтів у реанімації. З початку епідемії було госпіталізовано понад 90 000 осіб. Було зареєстровано 1321 новий випадок, виписок з лікарні більше, ніж нових хворих. Загалом в країні було підтверджено 129 859 випадків захворювання коронавірусом.
3 травня уряд Франції продовжив надзвичайні заходи до 24 липня..
Натомість, 9 травня парламент Франції продовжив надзвичайний стан до 10 липня.
11 травня країна почала поступовий вихід з жорсткого карантину, було відкрито деякі школи, магазини, збільшено кількість громадського транспорту. Було дозволено займатися спортом, їздити на авто і гуляти без спеціального дозволу. При цьому зберігаються обмеження зібрань більше 10 осіб.
16 липня Франція ввела обов'язковий масковий режим у приміщеннях, що почне діяти з 20 липня.
24 вересня було введено карантин в Марселі та на острові Гваделупа через різкий ріст захворюваності.
У жовтні кількість хворих різко зросла.
26 жовтня голова Наукової ради з питань COVID-19 при Міністерстві солідарності та здоров'я Франції Жан-Франсуа Делфрессі заявив, що реальна кількість COVID-заражень за добу перевищує 100 тисяч. В той час добова кількість нових інфікованих складала близько 50 тис. осіб.
28 листопада після місяця локдауну відкрилися непродуктові магазини. На грудень було заплановано початок масовох вакцинації громадян, що буде оплачена державою.
26 грудня в країні було виявлено новий штам коронавірусу з Британії. В новорічну ніч за дотриманням коменданської години слідкувало 100 тис. поліціянтів.

### 2021
2 січня у частині регіонів Франції було посилено карантин, обмеження ввели у департаментах Верхні Альпи, Приморські Альпи, Арденни, Ду, Юра, Марна, Верхня Марна та інших. 5 січня Міністр охорони здоров'я Франції Олів'є Веран заявив про плани на прискорення вакцинації населення, плануючи наздогнати сусідні країни.
9 січня було вирішено додатково ввести комендантську годину ще у восьми департаментах, переважно на сході країни, включаючи Нижній Рейн і Верхній Рейн та центральний район Шер. Наприкінці січня уряд країни готувався оголосити третій карантин.
8 лютого французькі ЗМІ повідомили, що найстаріша жителька Європи одужала від COVID-19. Її хвороба протікала безсимптомно.
15 березня Німеччина, Франція та Італія зупинили використання вакцини AstraZeneca через можливість утворення тромбів після вакцинації. 21 березня в Марселі поліціянти розігнали карнавал під час карантину, в ньому брали участь 6,5 тис. осіб.
20 квітня в місті Еперне на північному сході Франції 140 осіб отримали уколи фізіологічним розчином замість вакцини Pfizer.
8 травня у Франції було зафіксувано два випадки тромбозу після вакцинації препаратом AstraZeneca. В ніч проти 9 травня на півдні країни пройшли протести й сутички з поліцією, щонайменше троє поліціянтів постраждали. 18 травня уряд Франції продовжив заборону на в'їзд до країни громадянам країн, що не входять до ЄС. З 31 травня у Франції було заплановано початок вакцинації від COVID всіх громадян віком від 18 років.
З 15 червня у Франції було дозволено використовувати вакцину Pfizer для підлітків. 20 червня у Франції було скасовано комендантську годину. 29 червня в країні було зафіксовано зростання захворюваності штамом «Дельта».
20 липня на заході країни було посилено карантин, зокрема, було відновлено вимогу носіння масок навіть на вулиці.
26 листопада країна посилила заходи безпеки для невакцинованих туристів із країн, що входять до «червоної зони».
10 грудня у країні закрито нічні клуби та введено масковий режим у школах. 20 грудня було оголошено про скасування новорічних заходів на Єлисейських полях у Парижі через швидке розповсюдження штаму Омікрон. 31 грудня у країні було виявлено 230 тис. випадків захворювання, це стало новим антирекордом із початку пандемії.